# Stuposiany (gmina)
Stuposiany – dawna gmina wiejska istniejąca w latach 1934–1951 w województwie lwowskim i rzeszowskim (dzisiejsze woj. podkarpackie). Siedzibą władz gminy były Stuposiany.

## Historia

### 1934–1939
Gminę zbiorową Stuposiany utworzono 1 sierpnia 1934 roku w powiecie leskim województwie lwowskim, z dotychczasowych jednostkowych jednostkowych gmin wiejskich: Berehy Górne, Caryńskie, Dwernik, Nasiczne, Procisne, Stuposiany, Ustrzyki Górne i Wołosate. Gminy te przekształcono 17 września 1934 w osiem gromad (sołectw) gminy Stuposiany. Była to najdalej na południe wysunięta gmina powiatu leskiego.

### 1939–1944
Po wybuchu II wojny światowej granica niemiecko-sowiecka przedzieliła gminę wzdłuż Sanu. Zasadnicza część gminy Stuposiany znajdowała się na lewym brzegu Sanu i przeszła przez to pod okupację niemiecką, wchodząc w skład Landkreis Sanok w dystrykcie krakowskim w Generalnym Gubernatorstwie. Obszar ten objął w całości gromady Berehy Górne, Caryńskie, Nasiczne, Stuposiany, Ustrzyki Górne i Wołosate wraz z ich siedzibami oraz większe, lewobrzeżne części gromad Dwernik i Procisne wraz z ich siedzibami. Północne, prawobrzeżne części gromad Dwernik (z Dwerniczkiem) i Procisne znalazły się pod okupację radziecką, które 17 stycznia 1940 włączona do nowo utworzonego tam rejonu ustrzyckiego w obwodzie drohobyckim.
Rejon ustrzycki przestał istnieć wraz z wybuchem wojny niemiecko-radzieckiej 22 czerwca 1941. Na mocy dekretu Adolfa Hitlera z 1 sierpnia 1941, północne fragmenty gminy Stuposiany, odłączone od niej w 1939 roku, weszły w skład Generalnego Gubernatorstwa, gdzie zostały połączone 15 listopada 1941 z gminą Stuposiany w dystrykcie krakowskim w Landkreis Sanok. Po zmianie tej, gmina Stuposiany została zrekonfigurowana w jej oryginalnych granicach sprzed 1939; jedyną zmianą wewnętrzną było utworzenie nowej gromady Bereżki z części gromady Stuposiany, zwiększając tym samym liczbę gromad gminy Stuposiany do dziewięciu. W 1943 roku gmina Stuposiany liczyła 4947 mieszkańców: 621 w Berehach Górnych, 271 w Bereżkach, 374 w Caryńskiem, 652 w Dwerniku, 261 w Nasicznem, 442 w Procisnem, 774 w Stuposianach, 482 w Ustrzykach Górnych i 1070 w Wołosatem.

### 1944–1951
Latem 1944 przywrócono ponownie granicę na Sanie po zajęciu wschodnich terenów przez Armię Czerwoną, włączając ponownie północne fragmenty gminy Stuposiany do reaktywowanego 31 lipca 1944 rejonu ustrzyckiego w ZSRR. Podział obszaru zniesionej gminy Zatwarnica na Sanie zamanifestował się identycznie co w latach 1940–41. W ZSRR, Dwerniczek wszedł w skład rady wiejskiej Chmiel (Хмільська сільська рада), obejmującej wieś Chmiel (Хміль), chutor Dwerniczek (Дверничок) i chutor Sikawiec (Сиаквець), a prawobrzeżną część gromady Procisne zintegrowano ze Smolnikiem.
W Polsce, gmina Stuposiany powróciła do reaktywowanego powiatu leskiego, który od 18 sierpnia 1945 należał do nowego województwa rzeszowskiego. Składała się już z pięciu gromad: Nasiczne, Procisne, Stuposiany, Ustrzyki Górne i Wołosate (gromady Berehy Górne, Bereżki, Caryńskie i Dwernik zniesiono).
W wyniku włączenia do Polski z ZSRR w grudniu 1951 prawie całego rejonu ustrzyckiego w ramach umowy o zmianie granic z 15 lutego 1951, obszar ten przekształcono w nowy powiat ustrzycki z siedzibą w Ustrzykach Dolnych, który zmodyfikowano, dołączając do niego części polskich powiatów leskiego i przemyskiego.
1 stycznia 1952 gminę Stuposiany przeniesiono formalnie z powiatu leskiego do powiatu ustrzyckiego, jednak tego samego dnia została ona zniesiona i włączona do (reaktywowanej na obszarze odzyskanym od ZSRR) gminy Szewczenko (Lutowiska). Należący przed 1939 do gminy Stuposiany Dwerniczek (który w latach 1944-1951 przypadł ZSRR, a w 1951 powrócił do Polski) włączono także do gminy Szewczenko. Tam też powrócił Chmiel, który bynajmniej do gminy Stuposiany nigdy nie należał, lecz w ZSRR wraz z Dwerniczkiem tworzył wspólny sielsowiet.
29 września 1952 obszar gminy Szewczenko podzielono na cztery gromady, jednak na obszarze zniesionej gminy Stuposiany nie utworzono ani jednej gromady (zrobiono to wyłącznie na bazie miejscowości odłączonych od ZSRR). Spowodowane to było kompletnym spaleniem i wyludnieniem miejscowości stuposiańskich pod koniec wojny i po jej zakończeniu, w tym w toku walk z UPA. Zachowano jednak oryginalny podział obszaru na obręby ewidencyjne w granicach (i o nazwach) dawnych gmin katastralnych (gromad), które później stopniowo zaludniano, tworząc nowe miejscowości i sołectwa. Gminę Szewczenko zniesiono 29 września 1954 wraz z reformą wprowadzającą gromady w miejsce gmin, a jej obszar wszedł w całości w skład nowej gromady Szewczenko.
Gminy Stuposiany nie przywrócono 1 stycznia 1973 roku po reaktywowaniu gmin. Jej oryginalny obszar sprzed 1939 wszedł w całości w skład gminy Lutowiska.